# Jesús Chávez
Jesús Chávez est un boxeur mexicain né le 12 novembre 1972 à Parral.

## Carrière
Champion du monde des super-plumes WBC en 2003 et 2004, il devient champion du monde des poids légers IBF le 17 novembre 2005 après sa victoire au 11e round contre Leavander Johnson. Battu dès le combat suivant par Julio Diaz le 3 février 2007, il met un terme à sa carrière en 2010 sur un bilan de 44 victoires et 8 défaites.

## Référence
1. ↑  (en) Leavander Johnson vs. Jesus Chavez (boxrec.com)